# النوع الاجتماعي والتعبير العاطفي
يبحث موضوع النوع الاجتماعي والتعبير العاطفي في تحديد الاختلافات بين النساء والرجال، والطرق المختلفة التي يعبرون بها عن مشاعرهم. الصور النمطية قوية، وقد ثبت أن الرجال والنساء من مختلف الثقافات، يقبلون الصورة النمطية الغربية بأن النساء أكثر عاطفية من الرجال. ويُعتقد أن النساء على وجه التحديد، يختبرن ويعبّرن عن مشاعر منفصلة، مثل السعادة والخوف والاشمئزاز والحزن، أكثر من الرجال.
استنتج العديد من الباحثين أن الاختلافات العاطفية الملحوظة بين الرجال والنساء، تنبع أساسًا من الأدوار الجندرية الاجتماعية، بدلًا من البيولوجيا. ويعتمد بالتالي، مدى التعبير العاطفي الذي تختبره بعض الشعوب، في جزء كبير، على توقعات ثقافتهم للأنوثة والذكورة.

## النظريات الرئيسية
يرفض العديد من علماء النفس فكرة أن اختبار الرجال في الواقع للعواطف، هو أقل من النساء. واقترح الباحثون بدلا من ذلك، أن الرجال يظهرون العاطفية التقييدية. تشير العاطفية التقييدية، إلى الميل لمنع التعبير عن بعض المشاعر، وعدم الرغبة في الإفصاح الذاتي عن المشاعر العميقة. وقد ثبت أن العاطفية التقييدية للرجال تؤثر على الصحة، والتقدير العاطفي، والهوية العامة. وترتبط الميول تجاه العاطفية التقييدية بزيادة خطر الإصابة ببعض اضطرابات القلق.
يشير عدد مهم من الأبحاث إلى أن النساء، في المتوسط، يعبّرن عن المشاعر أكثر من الرجال. ذكرت ليزلي ر. برودي وجوديث أ. هال في دليل العواطف، أن هذا الاختلاف في التعبير العاطفي يبدأ في سن مبكرة، أي في سن 4 و6 سنوات، حيث تبدأ الفتيات في التعبير عن مزيد من مشاعر الحزن والقلق، وأكثر من نظرائهن الذكور. كما أفادت برودي وهال (2008)، أن النساء يبتسمن ويضحكن ويُشِرن برؤوسهن ويستخدمن إشارات اليد أكثر من الرجال. الاستثناء الوحيد المعروف لهذه القاعدة هو أن الرجال هم أكثر ما يعبرون عن الغضب. ولا تُلاحظ عموما جميع هذه التأثيرات، إلا بعد مرحلة رياض الأطفال، ما يشير إلى أن هذه الاختلافات قد تكون نتيجة لعمليات تنشئة اجتماعية معينة. تُعتبر النساء أيضًا أكثر دقة في التعبير عن المشاعر، «عند التعبير عمدًا وعندما تُلاحظ دون تحفظ». وتتسق هذه القدرة التعبيرية المتزايدة في التعبير العاطفي عبر الحضارات، مع النساء اللاتي يبلغن عن تجارب عاطفية أكثر كثافة، وتعبيرات عاطفية أكثر صراحة عبر 37 حضارة.
وُجد أن الرجال والنساء، يبرزون تعبيرات جندرية نمطية بشكل دقيق، فيعبر الرجال بشكل أكثر دقة عن الغضب والازدراء والسعادة، بينما تعبر النساء بشكل أكثر دقة عن الخوف والسعادة. أظهرت دراسات أخرى أن النساء يظهرن مستويات دقيقة في التعبير والحكم على الإشارات العاطفية غير اللفظية، وأعلى من الرجال بشكل عام. ولا تتفق مع ذلك، هذه الأنماط بين الثقافات، ما يشير مرة أخرى إلى أن التنشئة الاجتماعية تؤثر على الاختلافات الجندرية الملحوظة في التعبير العاطفي. أشارت الأبحاث على سبيل المثال، إلى أن النساء في اليابان، يعبرن عن الغضب والازدراء بشكل أفضل (أفضل من الرجال).

## النتائج التجريبية الرئيسية
أظهرت الأبحاث أن للثقافة والأدوار الجندرية محددة السياق تأثيرًا أقوى على التعبير العاطفي من العوامل البيولوجية. «تقترح الدلائل التجريبية أن الفتيات تُنشأ اجتماعيا لتكن عاطفيات، وغير معاديات، وراعيات، ومطيعات، في حين يُنشأ الأولاد اجتماعيًا ليكونوا غير عاطفيين، وعدوانيين، وموجهين نحو الإنجاز، ومعتمدين على أنفسهم. يواصل الأقران هذه العملية مع تطور ونضج الأطفال، ما يصطنع الطريقة المتعلقة بكيف وأين ولماذا ومع من يُعبر عن هذه المشاعر». تشير إحدى الدراسات إلى ميل الناس لإظهار تعابير وجه سلبية أكثر حدة، في الظروف المنعزلة، والابتسام أكثر عندما يكون هناك آخرون. لم يختلف الرجال والنساء في هذه التجربة، في التعبير عن غضبهم في الظروف غير الاجتماعية.
وكانت النساء مع ذلك، أكثر تعبيرًا عن غضبهن في الحالة الانفرادية، بدلا من الحالة الاجتماعية. وبدا أن الرجال من ناحية أخرى، أقل اهتمامًا بالظهور بشكل إيجابي للآخرين، فلم يظهروا أي اختلاف في تعبيرهم عن الغضب، بناء على حضور آخرين أو غيابهم. وجد كوتس وفيلدمان في دراسة حديثة أخرى، أن النساء اللائي كن أكثر دقة في التعبير عن السعادة، اعتُبرن أكثر شعبية، في حين اعتُبر الرجال الذين كانوا أكثر دقة في التعبير عن الغضب، أكثر شعبية أيضًا. يشير هذا إلى أن هناك عواقب سلبية بالنسبة للأشخاص الأقل دقة في التعبير عن المشاعر الجندرية النمطية.
تشمل هذه النتائج أيضًا الحكم على عواطف الآخرين. أظهرت الدراسات أن هناك عواقب اجتماعية سلبية للأطفال الذين لا يجيدون الحكم على التعبيرات غير اللفظية الجندرية النمطية- تعبيرات الغضب غير اللفظية للأولاد، وتعبيرات السعادة والحزن والخوف غير اللفظية بالنسبة للفتيات. يتضمن التواصل العاطفي كل من الكشف والتعبير عن المشاعر أو الحالات المزاجية. تؤدي القدرة على اكتشاف التعبيرات غير اللفظية إلى تواصل عاطفي ناجح.
يقيّد غياب لغة الجسد ووضوح الرؤية في الاتصالات الحاسوبية (سي إم سي)، قدرة الفرد في التعرف على مشاعر الآخرين بشكل صحيح. تُستخدم الرموز لهذا السبب على نطاق واسع في الاتصال عبر الإنترنت، لتحل محل السلوكيات غير اللفظية التي تؤكد أو توضح مشاعر الفرد. والمثير للدهشة أنه لا يوجد فرق جندري ثابت في استخدام الرموز. أظهر كل من الرجال والنساء في بعض الدراسات، زيادة في استخدام التعبيرات في سياق دردشة جماعية مختلطة. تُظهر دراسات أخرى أن الرجال يستخدمون رموزا بشكل أكبر عند التفاعل مع النساء، بينما لا تظهر النساء أي تغيير عند التفاعل مع الرجال.

## الخلافات
العواطف معقدة وتتضمن مكونات مختلفة، مثل الاستثارة الفيزيولوجية والسلوكيات التعبيرية والتجربة الواعية. في حين دُرس المكون المعبّر عن المشاعر على نطاق واسع، ما زال من غير الواضح ما إذا كان الرجال مختلفين عن النساء في الجوانب الأخرى من المشاعر. يتفق معظم الباحثين على أن النساء أكثر تعبيرًا للمشاعر، وليس أنهن يختبرن مشاعر أكثر من الرجال. أظهرت بعض الدراسات أرجحية أن النساء يبرزن ابتسامات مزيفة أكثر من الرجال، بينما أظهرت دراسات أخرى عكس ذلك. هذا النقاش مهم لأن العاطفة يمكن أن تظهر من خلال تبني فعل يرتبط بمشاعر معينة، مثل الابتسام والتحدث بلطف.
أحد التفسيرات المحتملة هو أن التعبير العاطفي لكل من الرجال والنساء عرضة للعوامل الاجتماعية. قد يُعزز تعبير الرجال والنساء للمشاعر بشكل مختلف، من خلال المعايير الاجتماعية والثقافية، ولكن هذا ليس صحيحًا بالضرورة، فيما يتعلق باختبار المشاعر. تشير الدراسات على سبيل المثال، إلى أن النساء غالبًا ما يشغلن أدوارًا تتوافق مع أدوار التعبير الأنثوي، والتي تتطلب منهم المبالغة في استجابتهن العاطفية لإقناع الآخرين.